# Coppa del Re 2004 (hockey su pista)
La Coppa del Re 2004 è stata la 61ª edizione della principale coppa nazionale spagnola di hockey su pista. La competizione ha avuto luogo con la formula della final eight dal 25 al 28 marzo 2004 presso il Palacio de Chapín di Jerez de la Frontera. 
Il trofeo è stato conquistato dal Liceo La Coruña per la nona volta nella sua storia superando in finale l'Igualada.

## Squadre partecipanti
Le squadre qualificate sono le prime otto classificate al termine del girone di andata dell'OK Liga 2004-2005.
| Club            | Qualificazione                             |
| --------------- | ------------------------------------------ |
| Barcellona      | 1º posto nel girone di andata dell'Ok Liga |
| Reus Deportiu   | 2º posto nel girone di andata dell'Ok Liga |
| Igualada        | 3º posto nel girone di andata dell'Ok Liga |
| Liceo La Coruña | 4º posto nel girone di andata dell'Ok Liga |
| Vic             | 5º posto nel girone di andata dell'Ok Liga |
| Blanes          | 6º posto nel girone di andata dell'Ok Liga |
| Noia            | 7º posto nel girone di andata dell'Ok Liga |
| Lleida          | 8º posto nel girone di andata dell'Ok Liga |

## Risultati

### Quarti di finale
| Squadra 1       | Risultato       | Squadra 2 |
| --------------- | --------------- | --------- |
| 25 marzo 2004   |                 |           |
| Barcellona      | 4 - 1           | Lleida    |
| Liceo La Coruña | 4 - 3           | Vic       |
| 26 marzo 2004   |                 |           |
| Igualada        | 4 - 3           | Blanes    |
| Reus Deportiu   | 2 - 2 (2-0 dtr) | Noia      |

### Semifinali
| Squadra 1       | Risultato       | Squadra 2     |
| --------------- | --------------- | ------------- |
| 27 marzo 2004   |                 |               |
| Liceo La Coruña | 3 - 3 (1-0 dtr) | Barcellona    |
| Igualada        | 3 - 3 (1-0 dtr) | Reus Deportiu |

### Finale
| Jerez de la Frontera 28 marzo 2004 | Liceo La Coruña | 2 – 0 | Igualada | Palacio de Chapín |